# Herb Brzostku
Herb Brzostku – jeden z symboli miasta Brzostek i gminy Brzostek w postaci herbu.

## Wygląd i symbolika
Herb przedstawia na błękitnej tarczy miecz ze złotą rękojeścią i srebrną głownią oraz srebrny klucz skierowany piórem w górę.
Wizerunek herbowy nawiązuje do atrybutów świętego Piotra i świętego Pawła – patronów opactwa benedyktynów w Tyńcu, które było właścicielem miasta w momencie lokacji.

## Historia
Najstarsza zachowana pieczęć brzosteckiej rady miejskiej pochodzi z 1570 r., umieszczono na niej miecz i klucz w słup (pionowo). Kolejne odciski pochodzą z 1667 r., 1670 r., 1787 r. i 1847 r. Względem wersji z 1570 r. zmienił się kształt tarczy herbowej oraz liczba zębów klucza (z trzech na cztery).
Własną pieczęć, inną od rady miejskiej, miał urząd wójtowski. Przedstawiała ona dwa skrzyżowane klucze, przecięte pionowo mieczem – tak, jak w herbie benedyktynów z Tyńca.
Herb miasta zmieniono w II połowie XIX w., z inicjatywy Mariana Nałęcza Mysłowskiego. Nowy wzór zawierał w polu czerwonym dużą literę „B”, ze złotymi liliami po obu stronach; został ponownie zmieniony ok. 1889 r. na herb przedstawiający w polu czerwonym złotą lilię i zielony wieniec z białą wstęgą.
Uchwałą nr X/56/91 z 29 stycznia 1991 r. Rady Gminy w Brzostku przywrócono elementy herbu Brzostku z XVI w..